# Joe Pesci
Joseph Frank Pesci (pronunciado /ˈpeʃʃi/) (Newark, Nueva Jersey, 9 de febrero de 1943), conocido artísticamente como Joe Pesci, es un actor y cantante estadounidense. Notorio por interpretar personajes duros y volátiles, alcanzó el éxito gracias a su actuación en películas de Martin Scorsese, incluido su papel coprotagonista en Toro salvaje (1980) y su interpretación ganadora del Óscar como Tommy DeVito en Goodfellas (1990). Aunque es un renombrado actor de carácter, en algunas ocasiones ha actuado como protagonista, destacándose en la comedia Mi primo Vinny (1992). Su carrera en el cine se consolidó a principios de los años 1990 gracias a sus papeles en las franquicias Home Alone (1990 y 1992) y Lethal Weapon (1989, 1992 y 1998). Utilizó su fama para relanzar una carrera musical inactiva desde finales de los años 1960, y hasta la fecha ha grabado cuatro álbumes de estudio.
Alentado por su padre, comenzó como actor infantil a los cinco años de edad en obras de teatro en Nueva York y en la televisión, donde también cantaba y hacía imitaciones. Durante su adolescencia se dedicó a desarrollar una carrera en la música; primero editó un álbum, titulado Little Joe Sure Can Sing! (1968), y más tarde tocó la guitarra como miembro en vivo en la banda Joey Dee and the Starliters. Paralelamente, se mantenía trabajando como peluquero e incluso llegó a abrir su propio negocio. Hacia finales de los años 1960 se unió como guitarrista a la banda de Frank Vincent y durante la década siguiente actuaron en vivo como un dúo cómico, con el que llegaron a presentarse en Broadway. Tras una aparición como extra en el musical Hey, Let's Twist! (1961), su primer trabajo como actor llegó con la cinta criminal de bajo presupuesto The Death Collector (1975). Después de trasladarse a Hollywood para continuar —sin suerte— dedicándose a la actuación, regresó a Nueva York para trabajar en un restaurante.
Ya retirado de la actuación, recibió el llamado de Robert De Niro y Martin Scorsese, impresionados con su trabajo en The Death Collector e interesados en contar con él para un papel en Toro salvaje. Su interpretación le valió un Premio BAFTA y una candidatura a los Óscar. Tras su notable participación en el filme, el actor se vio encasillado y recibió ofertas para papeles estereotípicos como, según Pesci, «italianos estúpidos de barrio». Si bien protagonizó su primera película, Dear Mr. Wonderful (1982), y tuvo un pequeño papel en Érase una vez en América (1984) de Sergio Leone, su presencia en pantalla disminuyó en los años siguientes. No obstante, en 1989 acompañó a los protagonistas Mel Gibson y Danny Glover en la taquillera Lethal Weapon 2, una actuación que le permitió hacer uso de su habilidad para la comedia. Más tarde reapareció en dos entregas más de la franquicia.
Su papel en Lethal Weapon 2 fue seguido por su participación en la comedia familiar Home Alone (1990), otro éxito en la taquilla, y en el filme de gánsteres Goodfellas (1990) de Scorsese. Por su retrato de un psicótico criminal en esta última, obtuvo el Óscar al mejor actor de reparto. En 1991 tuvo una breve, pero destacada actuación en JFK de Oliver Stone, y al año siguiente tuvo su papel más notable como actor principal, interpretando a «Vinny» LaGuardia Gambini en la comedia Mi primo Vinny, junto a Marisa Tomei. Al mismo tiempo protagonizó la neo-noir The Public Eye (1992), hizo un cameo en A Bronx Tale (1993) y volvió a trabajar bajo la dirección de Scorsese para interpretar otro personaje mafioso en Casino (1995). Después de algunos trabajos sin éxito ni crítico ni comercial como protagonista, se retiró del cine en 1999.
Durante las siguientes décadas, se mantuvo en un periodo de poca actividad. En 2003 editó un álbum de jazz bajo el seudónimo de Joe Doggs y tuvo presencias esporádicas en el cine; primero, De Niro lo convenció de hacer un cameo la película de espionaje El buen pastor (2006), después, coprotagonizó el drama Love Ranch (2010), cuyo resultado no conformó a Pesci. Su más notable regreso como actor se dio en 2019 para coprotagonizar El irlandés, junto a De Niro y Al Pacino, de la mano de Scorsese. Por su interpretación del mafioso Russell Bufalino, recibió elogios por parte de la crítica cinematográfica y volvió a ser candidato al Óscar, entre otros reconocimientos. El mismo año editó Pesci... Still Singing, un álbum de versiones tradicionales de jazz.

## Primeros años

### Niñez e inicios artísticos (1943-1959)
Pesci nació el 9 de febrero de 1943 en el barrio de Roseville, de la ciudad de Newark, Nueva Jersey, donde vivió los primeros once años de su vida. Fue el último de tres hijos de Mary Ann (Mesce, de soltera; c. 1915-2010), peluquera a tiempo parcial, y Angelo Louis Pesci (1916-1977), cantinero y conductor de carretilla elevadora para General Motors y Anheuser-Busch. La familia era de clase obrera y origen italiano; sus abuelos por ambas vías eran italianos, su familia paterna provenía de Valentano, Lacio —Pesci describió a su padre como «un poco romano, un poco turinés»—, mientras que su familia materna provenía de Aquilonia, Campania. A menudo era objeto de bromas en la escuela con respecto a su apellido por parte de otros niños —e incluso maestros—, quienes lo adjetivaban como «pesty», «pushy», «pee-pee» o «pesky», lo que lo llevó a considerar cambiárselo, pero su padre no se lo permitió.
Su padre, un aficionado a la industria del entretenimiento y músico amateur, fue quien lo influenció desde temprana edad y promovió su camino hacia la actuación y la música —tenía tres trabajos con los que podía costear las clases de sus hijos—. Alentado por su familia, solía imitar a actores como Jimmy Durante y Eddie Cantor. A los cuatro años de edad, por decisión de su padre, se matriculó en la Marie Mosier School of Acting, Song, and Dance de Newark. A los cinco, comenzó a aparecer en piezas teatrales en Nueva York, con frecuencia en obras de Eddie Dowling y musicales; al respecto el actor recordó que «te vuelves muy dependiente de un público. Y puede ser algo terrible porque tu estado de ánimo tiene que depender de ellos». Durante esa época tomaba clases de actuación, claqué y canto. Asimismo, su hermano y hermana mayor recibían clases de acordeón.
A la edad de nueve años comenzó a aprender a tocar la guitarra y a los diez era integrante regular en un programa de variedades de televisión llamado Startime Kids, donde también actuaba Connie Francis. En el programa, cantaba y hacia imitaciones de personalidades como Jackie Gleason, Dean Martin, Jerry Lewis y Johnnie Ray, entre otros. Era seguidor del actor John Garfield y su película favorita de ese entonces era Cuerpo y alma. Prefería estudiar sus líneas o trabajar en su música en vez de practicar deportes con el resto de los niños. A los doce años se presentó para hacer imitaciones en el concurso de talentos televisivo Ted Mack and The Original Amateur Hour, presentado por Ted Mack; su participación en el programa recibió el apoyo de la comunidad local mediante la distribución de afiches, volantes y hasta cartas del alcalde de la municipalidad, quién pidió a los residentes que votaran por él. Pesci se crio en Belleville, Nueva Jersey, y asistió a la escuela secundaria de Belleville, pero no se graduó. Luego se mudó al Bronx, donde, según él, obtuvo una «educación de la calle». De adolescente, era amigo de los cantantes Frankie Valli y Tommy DeVito. En 1959, a los dieciséis años, les presentó al cantante y compositor Bob Gaudio, lo que llevó a la formación de la banda The Four Seasons; el nombre de la agrupación provino de una pista de bolos del mismo nombre donde Pesci trabajaba. También creció cerca y conoció a algunos integrantes de la mafia estadounidense. Hacia finales de los años 1950, fue tenor de la banda de doo-wop y pop tradicional The Du Barrys’, con la que grabó dos sencillos en formato 45 RPM: «(Let's Exchange) Graduation Rings», que incluyó una segunda pista titulada «Movin’ Around», y «Tell Me», que además incluyó «I Must’ve Been Crazy» como lado B.

## Carrera

### Primer álbum solista, presentaciones en vivo y debut en el cine (1961-1978)
Su primer acercamiento al cine fue como extra haciendo de bailarín en el musical Hey, Let's Twist! (1961), protagonizado por Joseph «Joey Dee» DiNicola. Por esa época tocó brevemente la guitarra en la banda Joey Dee and the Starliters, como miembro de gira. Al mismo tiempo que cantaba en establecimientos nocturnos, en la década de 1960 siguió los pasos de su madre y comenzó a trabajar como peluquero en un local llamado Mike’s Barber Shop, ubicado en Belleville. Hacia principios de la década de 1970 abrió su propio local en Nutley, Nueva Jersey, llamado Studio 548. Uno de sus ex clientes recordó su capacidad para narrar historias y que «siempre interrumpía el corte de cabello para actuar una historia o contar un chiste o practicar sus rutinas». Después de cinco años, abandonó el negocio para dedicarse a la música. En 1968 editó su álbum debut Little Joe Sure Can Sing! (con el seudónimo de «Joe Ritchie»), en el que cantó versiones pop, jazz y blues de éxitos contemporáneos, principalmente de The Beatles y Bee Gees, y también de los cantantes Mel Tormé y Frankie Valli. Al año siguiente conoció a Frank Vincent y se unió como guitarrista a su banda Frank Vincent and the Aristocrats. Más tarde, en un momento de decadencia de los espectáculos en vivo, formaron un dúo cómico de vodevil conocido como Vincent and Pesci, activo de 1970 a 1975. Sus actuaciones combinaban un estilo inspirado en Abbott y Costello con la comedia de insultos al estilo de Don Rickles, que resultó popular entre las multitudes. Durante este tiempo, ambos desarrollaron un fuerte lazo tanto profesional como personal. En 1972, bajo el nombre de Vincent & Pesci, lanzaron el sencillo navideño «Can You Fix The Way I Talk For Christmas», con Vincent como Papá Noel y Pesci como Porky Pig. El lado B del disco incluyó la canción instrumental «Little People Blues». En 1975, aparecieron en el espectáculo de Broadway The New Vaudevillians, que duró una semana. La experiencia como comediante en vivo le iba a servir para desarrollar futuros personajes; Ralph De Vito, un amigo de su juventud, afirmó que «parte del trabajo de Joe era insultar a gente del público».
| Mi padre me empujaba a hacerlo, como todo el mundo empuja a sus hijos, con lo que no estoy de acuerdo. Crecí en el negocio. No tuve elección. Mi padre me amaba tanto que no quería que yo fuese obrero ni nada así. No sé si es lo correcto, empujar a tus hijos a hacer algo y luego insistirles hasta que lo hagan. Que elijan lo que quieran hacer. Hubiera hecho otra cosa en la vida. Algo más tranquilizador, en un ámbito diferente donde no tuviera que utilizar mis emociones. —Pesci sobre sus inicios, 1992. |

En 1975, De Vito lo contactó para ofrecerle asistir al casting de The Death Collector, una cinta criminal de bajo presupuesto que se estrenó al año siguiente, con Frank Vincent también como actor. Pesci hizo de un cobrador de deudas para la mafia que intenta evitar que un joven de la calle de Nueva Jersey abandone ese ambiente. El filme, definido por Pesci como «una especie de Mean Streets en Nueva Jersey», logró llamar la atención positivamente de algunos medios —incluido The New York Times— y cosechó un relativo éxito undergound en Nueva Jersey y en Los Ángeles, donde se proyectó durante casi un año. Después de su participación en este filme, firmó un contrato por cinco años con Paramount Pictures y se mudó a Hollywood, pero, a pesar de que tenía intenciones de continuar actuando, no recibió ninguna oferta, no tenía representante y «nadie estaba interesado», recordó. Asimismo, según el libro The Ultimate Book of Gangster Movies, fue tenido en cuenta para el papel del joven Peter Clemenza en El padrino II. Por un tiempo asistió a clases de actuación con Michael V. Gazzo. Al no tener trabajo ni dinero, abandonó la actuación y se trasladó a Las Vegas, donde comenzó a excavar zanjas por quince dólares la hora. Ya alejado de la actuación, para mantenerse se dedicó a empleos variados, tales como empleado postal, conductor de un camión de reparto, repartidor y portador de correspondencia. Más tarde, al enterarse de que su padre estaba por morir, se trasladó al Bronx para trabajar en el restaurante Amici's y vivir en un apartamento ubicado en el mismo edificio. Trabajó en el restaurante durante los próximos tres años.

### Vuelta al cine conToro salvajey siguientes intentos como actor (1979-1985)

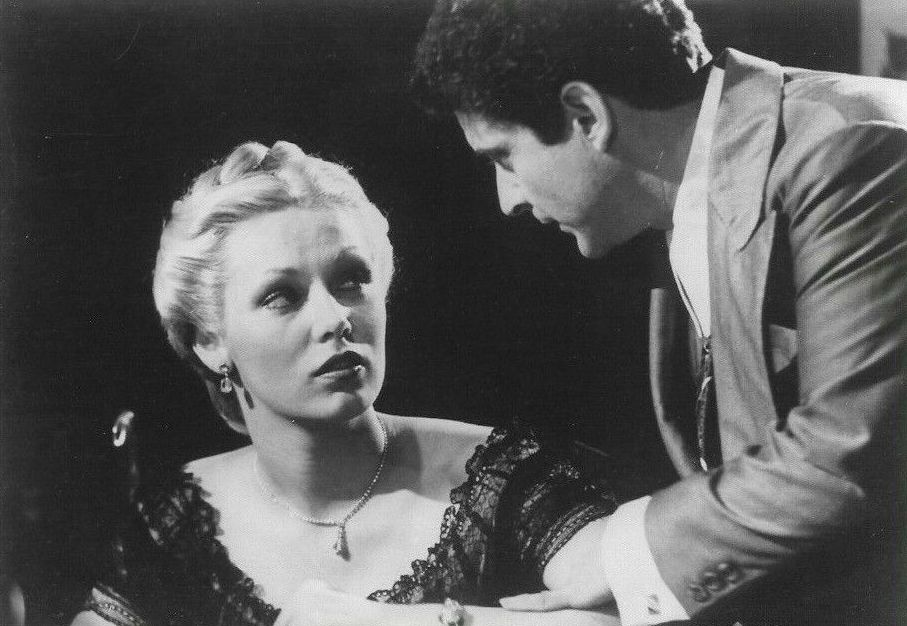
Pesci con Cathy Moriarty en el set de Toro salvaje.

En 1979 recibió una llamada telefónica de Martin Scorsese y Robert De Niro, quienes quedaron impresionados con su actuación en The Death Collector y le pidieron que coprotagonizara Toro salvaje como Joey LaMotta, hermano del boxeador Jake LaMotta. Al principio, pensó que la llamada se trataba de una broma. La respuesta del actor fue negativa y alegó que «todo el proceso de casting es tan degradante», y cuando Scorsese y De Niro se reunieron con él en el restaurante, él les sugirió que le dieran el trabajo a un actor en actividad, antes de finalmente aceptar el papel. En un principio, a Scorsese y De Niro les generaba dudas su edad, pensaban que podía ser demasiado mayor para el personaje que debía interpretar y consideraron darle el papel a otro actor. En ese entonces, tenía treinta y seis años de edad y el personaje de la vida real que se disponía a interpretar tenía alrededor de dieciséis años en 1941. No obstante, según De Niro, era demasiado «interesante» y «especial» como para no interpretar a su hermano en la pantalla. En la primera versión del guion, Joey LaMotta no tenía mucha importancia en la historia, pero cuando el guionista Paul Schrader se unió al proyecto, le dio más relevancia al personaje, escrito a partir de una combinación de Peter Savage —un amigo de LaMotta— y el Joey de la vida real. Más adelante Joey LaMotta demandó a los productores por difamación. Pesci sugirió a la actriz Cathy Moriarty para el papel de Vikki LaMotta, la esposa del boxeador, y le propuso a Frank Vincent asistir al casting. Durante la filmación de una de las escenas de lucha, De Niro le rompió una costilla; la escena fue incluida en el final cut. Pese a que tuvo un recibimiento tibio en la taquilla, la crítica cinematográfica elogió ampliamente el filme, que se volvió un favorito del año y posteriormente de la década. A nivel individual, por su personificación de Joey LaMotta obtuvo numerosos reconocimientos, entre ellos el premio BAFTA al debutante en un papel principal de cine y una candidatura al Óscar como mejor actor de reparto.
Tras su exitosa participación en Toro salvaje su carrera se estancó, y «en vez de volverse famoso, Pesci casi desapareció», notó la revista New York. Continuó teniendo dificultades para conseguir trabajos y, en palabras del actor, lo querían para interpretar a «italianos estúpidos de barrio». Durante los años siguientes, apareció en varias cintas más pequeñas, entre ellas Dear Mr. Wonderful (1982), basada en un guion en el que él mismo había trabajado, donde interpretó al dueño judío de una bolera y aspirante a cantante de lounge. Esta fue su primera película como actor principal, y aunque la cinta tuvo un estreno limitado, obtuvo algunos comentarios positivos, como el de la crítica Janet Maslin, quien comentó que hace un papel «creíble y conmovedor, y no canta nada mal». Stuart McGurk escribió para GQ que este «olvidado filme [...] realmente mostró lo que Pesci puede hacer». También actuó en Eureka e Easy Money (ambas de 1983). Seguidamente, audicionó para el papel de Max en la cinta de gangsters Érase una vez en América (1984), pero no logró convencer al director Sergio Leone de que era el indicado para el rol. Finalmente, James Woods se quedó con el papel y Pesci interpretó a Frankie, un personaje que tenía mayor espacio en el guion, pero fue acortado para el filme. Al año siguiente interpretó al detective privado Rocky Nelson en la serie de comedia televisiva Half Nelson, creada por Glen A. Larson, de la cual solo se transmitieron siete episodios y, según el crítico David Handler, lograban «dejarte sintiéndote aburrido y sucio».

### Primeros papeles cómicos,Goodfellasy popularidad (1987-1991)
Su trayectoria prosiguió en 1987 como parte del reparto del filme Man on Fire, un thriller de acción basado en la novela del mismo nombre y protagonizado por Scott Glenn que no logró convencer a la crítica. Al año siguiente, coprotagonizó junto al cantante Michael Jackson la película musical de antología Moonwalker, una colección de cortometrajes donde actuó en el quinto segmento, llamado «Smooth Criminal», basado en la canción de Jackson del mismo nombre. Interpretó al antagonista, el jefe del crimen Frankie «Mr. Big» LiDeo —anagrama de uno de los productores de la película y mánager de Jackson, Frank DiLeo, con quien actuó más tarde en Goodfellas—, personaje que decidió desarrollar como un megalómano narcotraficante. El director Richard Donner contó con él en la comedia policial Lethal Weapon 2 (1989), en la que interpretó a Leo Getz —papel que repitió en las secuelas de 1992 y 1998—, un cómico testigo federal, y compartió la pantalla con los protagonista Mel Gibson y Danny Glover. «Joey dijo: ‘No voy a audicionar para el papel, pero lo voy a hacer, así es como lo haría’», recordó Donner. La crítica notó el humor que su presencia le aportó a la película; la revista Empire describió su interpretación como «hilarantemente irritante y adorable a la misma vez». Aunque hasta este punto su carrera como actor ya estaba establecida, fue con Lethal Weapon 2 que alcanzó al público masivo. La cinta fue la tercera más taquillera del año 1989, con una recaudación de más de 147 millones de dólares. Pesci afirmó que con el filme quería demostrar su capacidad para hacer papeles cómicos e interrumpir la seguidilla de personajes serios y «tipos duros» que había interpretado previamente.
En 1985, Martin Scorsese le había propuesto un papel en la adaptación «estilo documental» al cine del libro Wiseguy y el actor, que había leído la obra, estuvo de acuerdo con la idea de personificar al mafioso de la vida real Thomas DeSimone. Pesci comentó que al haber crecido en barrios en los que estaba en contacto con ese tipo de individuos, tomó «esos personajes tipo Damon Runyon» y los juntó para crear a Tommy DeVito —Tommy DeVito también es el nombre de su viejo conocido de Belleville, Nueva Jersey, y miembro de The Four Seasons, pero contrariamente a la creencia popular, el nombre es una coincidencia—. Según Scorsese, en un cierto punto el actor no quería seguir adelante con el proyecto a menos que el director agregara algunas anécdotas que harían «especial» al personaje. Ya confirmado para el papel de Tommy, Scorsese lo llamó un día para informarle que la producción consideraba realizar el filme con actores más jóvenes y posiblemente iba a tener que encargarse de un personaje mayor —el que al final iba a interpretar Paul Sorvino—; Pesci le dijo que no quería hacer ese papel y el director le respondió: «No hay nada que puedas hacer al respecto». A continuación, le pidió ayuda a Michael Westmore, maquillador de Toro salvaje, quien lo ayudó a lograr un aspecto rejuvenecido. Al mismo tiempo, comenzó a interpretar al personaje en su propia casa y más tarde voló a Nueva York para mostrarle la grabación del personaje a Scorsese y convencerlo.
La cinta se estrenó en 1990 con el título Goodfellas, y en ella coincidió nuevamente con su viejo amigo, Frank Vincent. Juntos hicieron una de las escenas más recordadas de la película después de que el personaje de Vincent le dice con desdén: «Vete a casa y consigue tu puta caja para lustrar zapatos». Según él, la improvisación surgió de los ensayos en los que Scorsese daba libertad a los actores para hacer lo que quisieran. El director hizo transcripciones de esos ensayos, tomó las líneas que más le gustaban y las incorporó al guion con el que trabajó el elenco durante el rodaje. La escena de la cena con la madre de Tommy también fue, en gran medida, improvisada. Otra de las escenas memorables —la toma «funny how?» (¿gracioso cómo?)— que involucra un intercambio de palabras entre Tommy y Henry, se basa en un evento real que experimentó Pesci. A la edad de diecinueve años, trabajaba como mesero en un bar de Belleville llamado Stefanelli’s, cuando después de una discusión entre un policía y un mafioso local, Robert «Bobby Cabert» Bisaccia, pensó que le estaba haciendo un cumplido a Bisaccia al decirle que era «gracioso». El comentario no fue bien recibido por Bisaccia, quien lo increpó: «¿Gracioso? ¿A quién le estás diciendo gracioso? Soy gracioso, ¿Cómo qué? ¿Cómo un payaso?». Bisaccia, perteneciente a la familia criminal Gambino, era una de las figuras más temidas del crimen organizado, conocido por su imprevisibilidad y temperamento. Pesci y Ray Liotta improvisaron esa escena en los ensayos; Scorsese grabó cuatro o cinco tomas, reescribió su diálogo y lo añadió al guion. El trabajo del actor tuvo el resultado esperado y el periódico The Guardian aseguró: «Joe Pesci se roba la película como —quizás— el gánster más impredecible y peligroso jamás puesto en la pantalla». Su actuación también logró impresionar a Henry Hill —interpretado por Liotta en el filme— quien llegó a comentar que «la única diferencia entre Joe Pesci y Tommy, era que Tommy era más alto». Su interpretación le valió el Óscar al mejor actor de reparto y lo aceptó con uno de los discursos más cortos en la historia de esos premios, simplemente: «Es un privilegio. Gracias», antes de abandonar el escenario. Más tarde declaró: «Se convierte en un concurso de favoritos, un concurso de popularidad. Y, francamente, no pensé que yo fuera tan popular».
Coprotagonizó la taquillera Home Alone de 1990, en la que interpretó a Harry Lyme, uno de los dos ladrones torpes —junto a Daniel Stern— que intentan robar la casa del joven personaje interpretado por Macaulay Culkin. Durante la mayor parte de su trayectoria, había actuado en películas dirigidas a un público adulto y no fue hasta que asumió el papel de Harry Lyme que una generación más joven lo descubrió como actor; fue por esa razón que aceptó participar en la cinta. Tanto los realizadores como los actores proyectaron la presencia en pantalla de ambos como un «dúo cómico clásico», el cual estuvo inspirado en El Coyote, Bugs Bunny y el dúo cómico El Gordo y el Flaco. Durante el rodaje, por costumbre, Pesci usaba la palabra «fuck»; el director Chris Columbus le sugirió que dijera «fridge» en su lugar. Así, el actor creó «su propio lenguaje de dibujos animados que escupe cuando se siente realmente frustrado». Su uso de «blasfemias de dibujos animados» o amenazas sin sentido generó comparaciones con el personaje de Looney Tunes, Sam Bigotes. El actor reconoció que intentó deliberadamente hacer «un personaje de caricatura», calificado como «dickensiano» por Columbus. La película alcanzó a ser más popular que cualquiera de los trabajos previos de Pesci y se transformó en ese momento en la cinta cómica más taquillera de todos los tiempos —con una recaudación total de 476 millones de dólares— y más tarde en un clásico del cine navideño. La popularidad del filme fue tal que algunos niños le dieron su dirección a Pesci para que fuese a sus casas a robarles. Dos años más tarde, retomó su papel en la secuela Home Alone 2: Lost in New York, que resultó la tercera película más taquillera de 1992. El actor y director Dennis Hopper lo seleccionó para interpretar a un jefe de la mafia en Catchfire (1990) y destacó al actor por la «autoridad» que le aporta a sus papeles, con un «duro exterior, que por detrás tiene humor», que puede resultar «aterrador» para mucha gente. Tras el estreno de Goodfellas, entró en su período más prolífico como actor; en 1991, recibió elogios por su interpretación del conspirador David Ferrie en el thriller político JFK, dirigido por Oliver Stone, y protagonizó la comedia The Super, por la cual el crítico Roger Ebert elogió su actuación, pero sostuvo que el actor merecía un mejor guion y una mejor dirección.
| La gente todavía piensa que es un lugar mágico donde se cumplen los sueños. En realidad, hace que los sueños se rompan. Hoy en día es casi imposible que un actor joven lo logre. —Pesci sobre Hollywood, 1994. |

Después de haber desempeñado con éxito papeles cómicos en Lethal Weapon 2 y Home Alone, fue preferido por sobre Robert De Niro para protagonizar la comedia Mi primo Vinny (1992), su trabajo más notable como actor principal, donde interpreta al inexperimentado «Vinny» Gambini, el único abogado que puede pagar un par de estudiantes falsamente acusados de asesinato. Del mismo modo que en Goodfellas, el actor se inspiró en «gente en los vecindarios» para desarrollar su personaje. Mi primo Vinny —coprotagonizada por Marisa Tomei, Ralph Macchio y Fred Gwynne— resultó un éxito tanto crítico como de taquilla. Tomei, quien ganó un Premio Óscar por su actuación, dio crédito a Pesci por haberla elegido para el papel y valoró que la guiara a través del proceso de realización de la que en ese entonces era una de sus primeras películas. Durante el mismo año, encabezó el elenco del filme neo-noir ambientado en los años 1940, The Public Eye, como Leon «Bernzy» Bernstein, un fotógrafo especializado en el crimen que se enamora de la dueña de un club nocturno después de que ella busca su ayuda para defenderse de la mafia; un personaje para el cual estudió al fotógrafo «Weegee» Fellig. Su actuación en la película fue elogiada por la crítica. En octubre de 1992, fue anfitrión de Saturday Night Live y durante el monólogo inicial, reparó una foto del papa Juan Pablo II que había sido rota por Sinéad O'Connor en el episodio anterior; el hecho fue recibido con aplausos y dijo bromeando que si él hubiese estado presente al momento en que O'Connor rompía la foto, «le hubiese dado una bofetada». Su personaje en Goodfellas inspiró un sketch en Saturday Night Live llamado «The Joe Pesci Show» en 1995 —finalmente los mismos Pesci y De Niro aparecieron en un episodio—. En 1993, hizo un cameo como Carmine en A Bronx Tale, una película dirigida por Robert De Niro, quien también actuó, y escrita por Chazz Palminteri, basada en la obra de teatro homónima de Palminteri. Tras su fugaz participación en A Bronx Tale, protagonizó Jimmy Hollywood (1994), basada en los intentos iniciales de «triunfar» en Hollywood de su director, Barry Levinson. Al mismo tiempo, coprotagonizó With Honors (1994), con un rol dramático en el que interpretó a un vagabundo que vive en el campus de la Universidad de Harvard. En 1995, colaboró por tercera vez con Scorsese en la película Casino, como Nicky Santoro, basado en el gangster de la vida real Anthony Spilotro, junto con De Niro, Sharon Stone y James Woods. Durante el rodaje, se rompió la misma costilla que se había roto quince años antes durante la producción de Toro salvaje. Varios críticos observaron similitudes entre este personaje de Pesci y el de Goodfellas.

### Últimos trabajos antes del retiro (1996-1998)
Posteriormente, Chris Columbus lo tuvo en cuenta para coprotagonizar Jingle All the Way junto a Arnold Schwarzenegger, pero optó por seleccionar a Sinbad. A continuación, protagonizó la comedia 8 Heads in a Duffel Bag (1997), la cual resultó una decepción en la taquilla y fue catalogada por The Washington Post como «pura tortura, la definición misma de la falta de gracia en sí misma». La reseña de Roger Ebert para el Chicago Sun-Times también fue negativa, aunque rescató la actuación de Pesci y opinó que «es gracioso cada vez que aparece en la pantalla». La comedia Gone Fishin’, estrenada el mismo año, y coprotagonizada junto a Danny Glover, resultó ser un fracaso aún mayor, tanto en la taquilla como entre los críticos. En referencia a sus últimas dos películas, el crítico Paul Tatara de CNN lamentó que el actor «por cualquier razón desconcertante» decidiese que «el movimiento adecuado en este punto de su carrera fuese ocupar un lugar central en películas que tu primo ‘lento’ puede disfrutar». Desson Howe de The Washington Post afirmó que se trataba de una «comedia increíblemente estúpida» y John Petrakis de Chicago Tribune comentó que los protagonistas «no pueden rescatar a Gone Fishin’ de la mediocridad». En 1998 se estrenó la que iba a ser su última película antes de su retiro, Lethal Weapon 4, donde volvió a interpretar a Leo Getz. En un principio, su personaje no estaba en el guion, pero fue incluido poco antes del rodaje y recibió un millón de dólares por tres semanas de trabajo. En 1999, anunció su retiro como actor para dedicarse a la música. The Washington Post sostuvo: «A su manera tranquila, Pesci mostró una fortaleza que la mayoría no posee. Se alejó».

### Vuelta a la música (1998-2003)

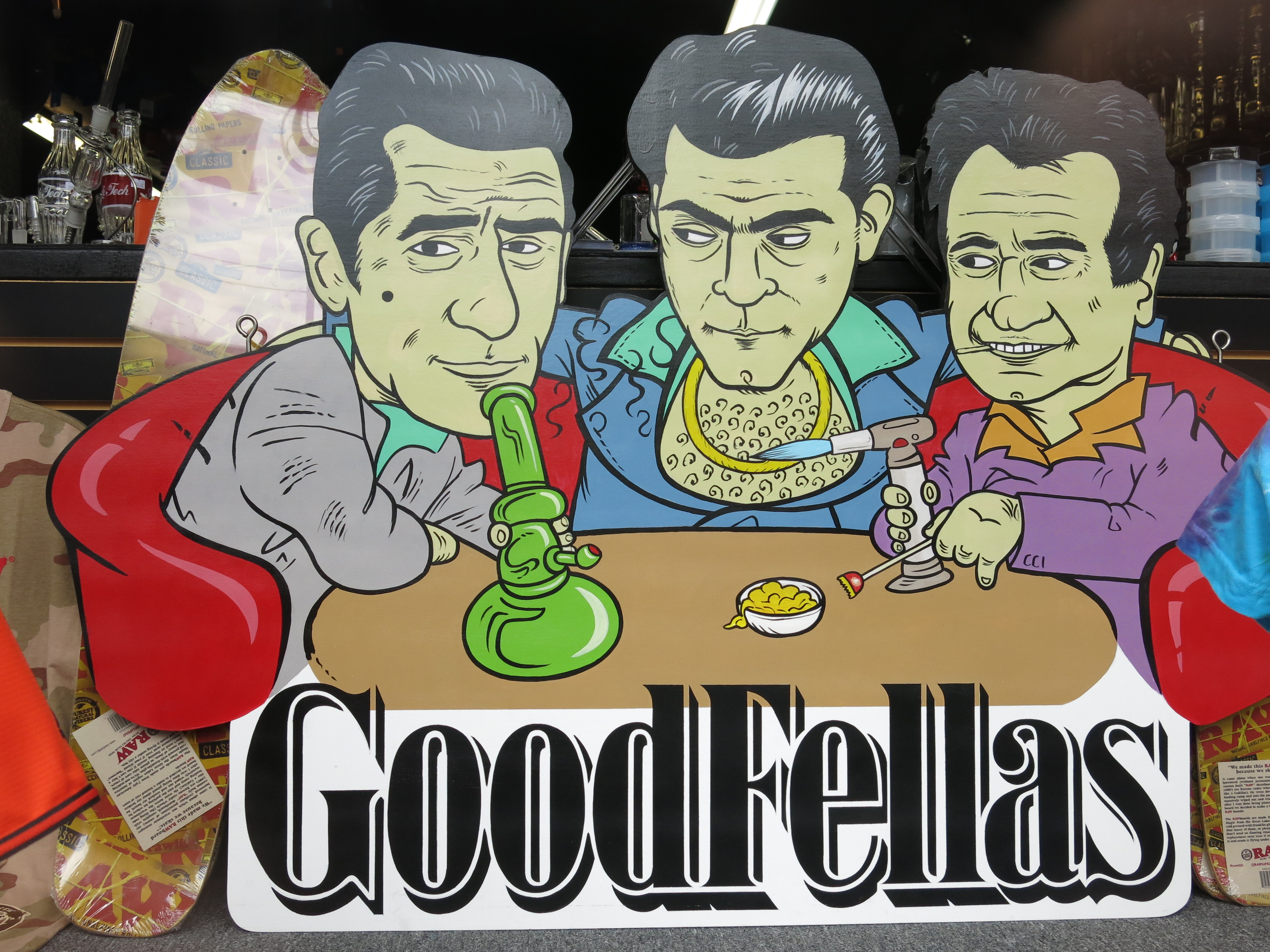
Cartel inspirado en Goodfellas.

En 1998, lanzó su segundo álbum y el primero en treinta años, Vincent LaGuardia Gambini Sings Just for You, que lleva el nombre de su personaje de la película de 1992 Mi primo Vinny. El álbum, que presenta temáticas tanto divertidas como serias y explora una variedad de géneros, produjo el sencillo «Wise Guy», un número de rap que tocaba la temática «gangsta» al hacer referencia al gansterismo de la mafia. «Wise Guy» interpoló el éxito de 1980 «Rapture» de Blondie, y fue coescrito y producido por el equipo de producción de hip-hop Trackmasters. Marisa Tomei participa en un dúo con Pesci en la canción «I Can't Give You Anything But Love». En su reseña, el sitio The A.V. Club advirtió que «el sticker de Parental Advisory no es un chiste» y agregó que, aunque «es un cantante lounge lo suficientemente competente», ni siquiera los seguidores más fieles de Mi primo Vinny van a disfrutar el sencillo hip-hop «Wise Guy». Michael Gallucci del sitio AllMusic percibió el álbum como «un conjunto de canciones que parece existir principalmente como un escaparate de la afición de Pesci por la palabra fuck y sus variantes, más que cualquier aspiración musical real» y concluyó que se trata de un «montón de canciones fallidas y chistes tontos». Eric Searleman de The Arizona Republic escribió que «es cuestionable si el aluvión incesante de blasfemias califica como humor», y Dom Nero de la revista Esquire lo definió como «un proyecto estridente y satírico que suena como una versión cocainómana de Dean Martin».
Pesci abandonó el humor en sus siguientes trabajos. En 2003, bajo el seudónimo de «Joe Doggs», editó el álbum Falling in Love Again, junto al maestro de órgano de jazz Joey DeFrancesco. El cantante explicó sobre el uso de su apellido real: «Todo lo que hace es dificultarme hacer esto, porque entonces aparecerán las personas equivocadas», en referencia a que tenía la intención de atraer seguidores de jazz y no un público que lo conociera por sus personajes en el cine. Como «Joe Doggs» se presentó en el Blue Note Jazz Club en septiembre de ese año. Jonathan Widran de AllMusic reseñó el álbum positivamente y escribió que la «conmovedora voz» del cantante y los «arreglos frescos y expansivos» son el «corazón» del disco. Falling in Love Again contó con la participación de figuras del jazz como Pat Martino, Red Holloway y Jeff Hamilton. Esquire escribió que «a diferencia de sus covers o parodias de su álbum de Mi primo Vinny, Falling in Love Again es una muestra del serio compromiso de Pesci con el medio». Después de escuchar el disco, su compañero en los filmes I'm Dancing As Fast As I Can y Home Alone, Daniel Stern, insistió con que «Joe Doggs» era «uno de los mejores cantantes de jazz de todos los tiempos». Más tarde, grabó una versión de la canción «The Folks Who Live on the Hill» en un dúo junto a Jimmy Scott, que formó parte del último álbum de Scott, I Go Back Home, lanzado en 2017.

### Discontinuo regreso a la actuación (2005-2023)
En agosto de 2005, se anunció que iba a regresar a actuar en el thriller de espionaje El buen pastor, dirigido por Robert De Niro. La película se estrenó en 2006 y algunos medios destacaron su única escena como el mafioso Joseph Palmi, un personaje inspirado en Sam Giancana y Santo Trafficante, Jr. En 2010 coprotagonizó bajo la dirección de Taylor Hackford el drama Love Ranch junto a Helen Mirren, acerca de un matrimonio que dirige un burdel. «Joe Pesci puso fin a un retiro de doce años de la pantalla para protagonizar este miserable drama», sentenció el Chicago Reader. Pesci se arrepintió de haber participado en el filme y declaró: «No estuve nada contento con la edición y lo que hicieron con mi personaje». Más tarde rechazó un papel como villano en la serie de HBO Luck, de Michael Mann y David Milch, y señaló que, aunque los realizadores «tenían buenas ideas», no se encontraba buscando trabajo en ese momento. Apareció con Don Rickles en un anuncio de Snickers de 2011 en el que interpreta al alter ego enojado de un joven que asiste a una fiesta y dos mujeres lo alteran hasta que come una barra de Snickers para calmarse.
La productora Fiore Films anunció en una conferencia de prensa en el Festival de Cannes que la cinta biográfica Gotti iba a incluir a Pesci. De acuerdo con el actor, se le ofrecieron tres millones de dólares para interpretar al mafioso de la vida real Angelo Ruggiero, papel para el que aumentó treinta libras (catorce kilos). En 2011, Pesci demandó a Fiore Films por tres millones de dólares. La demanda argumentaba que, si bien no se había llegado a firmar un contrato, la productora no tenía intención de pagar el monto acordado originalmente ni de contar con él para el papel de Ruggiero. En su lugar, afirmaba la demanda, se quería utilizar el nombre del actor para promocionar el filme y «luego inventar algún pretexto para rescindir el contrato a fin de evitar pagarle al demandante por la sustancial publicidad y el marketing generado». Según el actor, se le ofreció un papel menor como Anthony «Gaspipe» Casso por un millón de dólares. La demanda se resolvió por fuera de los tribunales en 2013 por una suma no especificada, y el papel finalmente fue para Pruitt Taylor Vince.
En 2017 se unió al reparto de El irlandés, junto a Robert De Niro y Al Pacino, una cinta de crimen y gangsters dirigida por Martin Scorsese. Se le ofreció su papel unas cincuenta veces antes de que aceptara participar; al principio manifestó que no quería hacer «lo del gángster otra vez», mientras que Scorsese trató de convencerlo de que El irlandés sería diferente. En cierto punto, le sugirió a Scorsese que le diera el papel de «Tony Pro», pero el director no lo quería para ese personaje, que iba a ser para el actor Stephen Graham —catalogado por el director como su «Joe Pesci británico»—. La película recibió un estreno limitado en los cines el 1 de noviembre de 2019, seguido de una transmisión digital el 27 de noviembre de 2019 por Netflix. Su actuación como Russell Bufalino fue aclamada por la crítica y le valió varios reconocimientos, que incluyeron candidaturas al Óscar, BAFTA y SAG como mejor actor de reparto. El periódico The Guardian notó que si bien ya no tenía nada que demostrar, muestra su versatilidad como actor y en comparación con sus papeles en Goodfellas y Casino, en El irlandés «en lugar del criminal violento y beligerante, es el gangster que exuda amenaza sin alzar la voz». El crítico Matt Zoller Seitz agregó que «es tan tranquilo y controlado en El irlandés como lo eran de detestables y volátiles sus personajes de Goodfellas y Casino». David Edelstein de Vulture le agradeció «a los dioses de la actuación» que Pesci hubiese interrumpido su retiro para realizar este filme.
Simultáneamente, regresó a la música con un álbum de jazz titulado Pesci... Still Singing, lanzado el 29 de noviembre de 2019. El disco contiene versiones de jazz como «'Round Midnight», «My Cherie Amour» o una versión en vivo de «The Nearness of You», y cuenta con la participación del cantante de Maroon 5, Adam Levine, en dos de las canciones, y de Bob Gaudio. El primer sencillo fue «Baby Girl», con Levine y el trompetista cubano Arturo Sandoval. En una reseña para The Independent, Adam White opinó que el sencillo «es un popurrí extraño de ‘I Make a Fool of Myself’ y ‘Can't Take My Eyes Off You’ y lo más cerca que está Still Singing de un desorden genuinamente agradable». En 2021 se volvió a lanzar su primer álbum solista, Little Joe Sure Can Sing!, originalmente editado en vinilo, a través de todas las plataformas musicales de streaming.
Su siguiente trabajo como actor se anunció en 2022 y se trató de Bupkis, una serie de televisión cómica en parte basada en la vida del comediante Pete Davidson. La serie cuenta con Davidson como personaje central, acompañado de Pesci como su abuelo y a Edie Falco como su madre. Se trata de su segundo trabajo como miembro regular en televisión, después de Half Nelson de 1985. La serie se filmó en octubre de ese año, y sus ocho episodios se lanzaron por Peacock en mayo de 2023. Davidson declaró que la decisión de Pesci de participar en el proyecto «cambió» y «salvó» su vida, y le dio la «validación» que necesitaba en un momento difícil. Por otro lado, el hecho de que aceptara participar sorprendió a algunos usuarios de Twitter que consideraron que se trataba de un trabajo repetitivo por parte de Davidson y citaron el filme The King of Staten Island, también basado en la vida del comediante. Poco después se anunció que iba a participar del debut como director de Jack Huston, Day of the Fight, producción se llevó a cabo en Nueva York y Nueva Jersey. Estrenada en el Festival de Venecia de 2023, la trama sigue a un exboxeador (Michael Pitt) a través de un proceso de redención después de salir de la cárcel, que incluye la visita a su padre afectado por la demencia (Pesci) en un asilo de ancianos. Huston expresó en broma que conseguir a Pesci para el papel fue el «mayor logro» de su vida.

## Crítica y legado
Pesci se ha destacado por sus papeles como gánster o su facilidad para la comedia slapstick. El British Film Institute subrayó su «habilidad única» de crear personajes «entretenidos y aterradores» al mismo tiempo. La notoriedad de sus personajes en las cintas de Martin Scorsese provocaron que el actor fuese encasillado en papeles de «tipos duros italianos de Nueva York». Jean-Paul Chaillet dijo que «su acento de Nueva York, la voz casi maníaca y la energía cinética se convirtieron en su marca registrada». Roger Ebert escribió que durante los años posteriores al estreno de Toro salvaje, Pesci se convirtió en «uno de los dos o tres mejores actores de carácter del cine estadounidense». Violet Lucca de The New York Times escribió que sus frecuentes «intrigantes apariciones» en pantalla se deben a su «timing cómico y talento para el naturalismo», y mencionó que, aunque en gran medida se lo ha catalogado como un «actor de carácter» encargado de interpretar criminales, «su carrera ha pedido durante mucho tiempo una reevaluación». Stuart McGurk de la revista GQ opinó que «el problema es que hizo esos papeles tan bien —cada uno ubicándolo firmemente como un parlanchín con un corazón criminal— que pronto el sistema de estudios no quería que interpretara nada más». Citando su contenida y silenciosa actuación en El irlandés, el crítico opinó que «muestra, francamente, que este secundario podría haber sido tan bueno como el propio De Niro». Para el periódico La Repubblica, su importancia es producto «tanto por su habilidad como actor como por la necesidad del cine de personajes extremos, desagradables y físicamente irrelevantes» y «como ítalo-estadounidense, como alguien que con el físico de Al Capone y el inglés de Sam Giancana y la elegancia de John Gotti es el mafioso cinematográfico perfecto sin el glamour irreal de Al Pacino o Marlon Brando». Phoebe Hoban de la revista New York observó que «no está hecho para Hollywood. Es como los grandes de otra era: John Garfield, James Cagney, Edward G. Robinson. No tiene una cara bonita; tiene una complicada. Y no anda con rodeos; es directo». El director de The Public Eye, Howard Franklin, describió su estilo de actuación como «muy desnudo» y explicó que «no hay nada entre el espectador y la imagen», de modo que «no deja huellas dactilares en la película». Algunos medios se han referido a él como un icono del cine. El sitio Screen Rant notó que si bien el actor no ha aparecido en un gran número de películas, de todas formas «tiene una carrera legendaria» y seleccionó papeles «que coinciden con su apariencia física y sus antecedentes». En ocasión al cumpleaños número ochenta del actor, la revista Esquire escribió que «Pesci sigue siendo citado con tanta frecuencia que se lo siente más presente de lo que realmente está. No es un actor que necesite ser redescubierto o reevaluado».
El ex caporegime de la familia criminal Colombo Michael Franzese afirmó en múltiples ocasiones que es «el mejor retratador de cualquier mafioso». También explicó que al conocer de cerca los bajos fondos «captura esa clase de tipo como ningún otro puede hacerlo» y utiliza las palabras y los movimientos correctos. Franzese dijo que su actuación es «brillante» tanto en papeles de gánster en Goodfellas, Casino y El irlandés, como en Toro salvaje y Mi primo Vinny. El gánster asociado a la familia criminal Lucchese y cuya vida inspiró Goodfellas, Henry Hill, dijo: «Daba miedo. Joe era Tommy, hasta en el sonido de su voz», acerca del personaje interpretado por Pesci y basado en Thomas DeSimone.
La escena de Goodfellas en la que el personaje de Pesci le increpa «funny how?» (¿gracioso cómo?) al personaje de Ray Liotta es considerada uno de los momentos más memorables del filme y algunos medios la han llegado a incluir entre los más icónicos del cine. El sitio IGN colocó la escena en el número cuarenta y seis de su lista de los «Cien mejores momentos del cine». También ha sido destacada como una de las más memorables escenas improvisadas del cine. The Hollywood Reporter incluyó parte del diálogo de la escena —«I mean, funny like I'm a clown? I amuse you?»— en su lista de las mejores cien citas del cine. La revista Empire citó la escena como la más importante del filme y colocó a Tommy DeVito en el número cuarenta y cinco en su lista de los cien mejores personajes del cine. Para el crítico de The Daily Telegraph Tim Robey la escena influyó en la decisión de la Academia a la hora de otorgarle el Óscar en 1991. Según un artículo de Esquire publicado en 2023, Tommy DeVito «sigue siendo el mejor criminal cinematográfico de todos los tiempos». Tommy DeVito también formó parte de la lista de los cien mejores personajes del cine de todos los tiempos realizada por Premiere Magazine y —junto a Nicky Santoro de Casino— la lista de los veinte mejores personajes del cine de gánsteres del sitio /Film, donde se mencionó que sus personajes tienen «un encanto caricaturesco, y su imprevisibilidad es lo que los hace tan aterradores e inolvidables». En 2021, The New Yorker incluyó su actuación en El irlandés como la décima mejor actuación del siglo hasta ese momento en una lista de treinta; el crítico Richard Brody escribió que es un «desempeño de una autoridad tan tranquila y decisiva que virtualmente define la naturaleza del poder» y que la película «está dominada no solo por la presencia tranquila y ferozmente controlada de Pesci, sino también por su voz, incluso cuando no está hablando».
Max Cea afirmó que «no fue solo Pesci el que dejó el cine, fueron las películas las que dejaron a Pesci» y argumentó que en el cine contemporáneo no surgen muchas películas con papeles apropiados para él. El crítico añadió que «la ausencia de Pesci en el cine actual se ve exacerbada por la ausencia de jóvenes Pesci» y en el artículo, publicado en 2023, se preguntó: «¿Quién combina hoy su bravuconería operística, rápido ingenio, mal genio y aura auténticamente de clase trabajadora?». De acuerdo con un estudio conducido en 2022 por Crossword-Solver sobre la base de unos tres mil guiones, fue el actor que más veces utilizó la palabra «fuck», con un uso de 272 veces en total y 241 veces solamente en Casino, por encima de Pacino en segundo lugar.

## Vida privada
Pesci se ha casado y divorciado tres veces. Su primer matrimonio fue en enero de 1964. Su tercer matrimonio fue con la modelo y actriz Claudia Haro desde 1988 hasta 1992, mismo año que nació la única hija del matrimonio, Tiffany. Después de estar en pareja por siete años, en 2007, se comprometió con la actriz y modelo Angie Everhart, pero la pareja se separó en 2008. En 2012, estuvo relacionado con un caso que involucraba a su tercera esposa, Claudia Haro, quien fue sentenciada a doce años de prisión por supuestamente contratar a un asesino a sueldo para eliminar a su segundo esposo, el doble de acción Garrett Warren. Pesci fue considerado brevemente como la supuesta fuente de financiación del golpe fallido, aunque finalmente se desestimaron las acusaciones. Según una conversación telefónica interceptada por el FBI en 1982 entre el actor James Caan y un miembro de la familia criminal de Los Ángeles, Anthony Fiato, el primero le ordenó a Fiato un golpe al estilo de la mafia contra Pesci por una deuda de ocho mil dólares con un hotel de Miami perteneciente a un amigo suyo. Fiato declaró: «Jimmy [Caan] puede decir que ahora es amigo de Pesci. Pero no puede negar que en un momento trató de hacerle daño. Está grabado». En la grabación, después de que Fiato confirma que «se encargará» del asunto, Caan contesta: «Bien, bien. Vamos a hacerle pagar».
A los diecisiete años, comenzó a jugar al golf cuando se mudó a Belleville, Nueva Jersey, y ha desarrollado una pasión por ese deporte desde entonces. La revista Golf Digest lo incluyó en el número sesenta y dos de la lista de «Los cien mejores golfistas de Hollywood» en 2007. Su fanatismo por el golf es tal que los productores de Home Alone tuvieron que modificar los horarios de rodaje del filme para que el actor pudiese completar el circuito de nueve hoyos que solía hacer por las mañanas. Otra de sus costumbres es el consumo de puros, que se ha visto reflejado en algunos de sus personajes —notablemente en The Public Eye— y apariciones en programas de entrevistas con Bob Costas, Greg Kinnear y David Letterman. Es aficionado al turf; tiene un establo privado y cría caballos de carrera. Ha sido a menudo descrito como taciturno y reticente a brindar entrevistas. Ha desarrollado una reputación como alguien temperamental; con relación a una broma que Mel Gibson le hizo en el set de Lethal Weapon 4, admitió: «No soy de los que se lo toman bien».
En 2021, el actor abandonó Lavallette, Nueva Jersey, para mudarse a California en busca de un clima más propicio para jugar al golf durante todo el año. Vendió la casa de Lavallette por 6,5 millones de dólares; la había comprado en 1994 por 850 mil dólares. La mansión, construida en 1990, fue demolida en 2022.

## Filmografía

### Cine
| Año  | Título                                      | Papel                                | Notas                     | Ref.    |
| ---- | ------------------------------------------- | ------------------------------------ | ------------------------- | ------- |
| 1961 | Hey, Let's Twist!                           | Bailarín en el Peppermint Club       | Extra                     | [ 11 ]  |
| 1976 | The Death Collector                         | Joe Salvino                          |                           | [ 11 ]  |
| 1980 | Toro salvaje                                | Joey LaMotta                         |                           | [ 13 ]  |
| 1982 | Dear Mr. Wonderful                          | Ruby Dennis                          |                           | [ 11 ]  |
| 1982 | I'm Dancing as Fast as I Can                | Roger                                |                           | [ 196 ] |
| 1983 | Easy Money                                  | Nicky Cerone                         |                           | [ 8 ]   |
| 1984 | Érase una vez en América                    | Frankie Minaldi                      |                           | [ 57 ]  |
| 1984 | Tutti dentro                                | Corrado Parrisi                      |                           | [ 197 ] |
| 1984 | Eureka                                      | Mayakofsky                           |                           | [ 8 ]   |
| 1987 | Man on Fire                                 | David Coolidge                       |                           | [ 59 ]  |
| 1988 | Moonwalker                                  | Frankie «Mr. Big» LiDeo              |                           | [ 75 ]  |
| 1989 | The Legendary Life of Ernest Hemingway      | John Dos Passos                      |                           | [ 198 ] |
| 1989 | Lethal Weapon 2                             | Leo Getz                             |                           | [ 11 ]  |
| 1990 | Betsy's Wedding                             | Oscar Henner                         |                           | [ 199 ] |
| 1990 | Goodfellas                                  | Tommy DeVito                         |                           | [ 11 ]  |
| 1990 | Home Alone                                  | Harry Lyme                           |                           | [ 77 ]  |
| 1990 | Catchfire (también conocida como Backtrack) | Leo Carelli                          | Sin acreditar             | [ 11 ]  |
| 1991 | The Super                                   | Louie Kritski                        |                           | [ 84 ]  |
| 1991 | JFK                                         | David Ferrie                         |                           | [ 7 ]   |
| 1992 | Mi primo Vinny                              | Vincent «Vinny» LaGuardia Gambini    |                           | [ 15 ]  |
| 1992 | Lethal Weapon 3                             | Leo Getz                             |                           | [ 200 ] |
| 1992 | The Public Eye                              | Leon «Bernzy» Bernstein              |                           | [ 90 ]  |
| 1992 | Home Alone 2: Lost in New York              | Harry Lyme                           |                           | [ 201 ] |
| 1993 | A Bronx Tale                                | Carmine                              | Cameo                     | [ 202 ] |
| 1994 | Jimmy Hollywood                             | Jimmy Alto                           |                           | [ 99 ]  |
| 1994 | With Honors                                 | Simon Wilder                         |                           | [ 203 ] |
| 1995 | Casino                                      | Nicky Santoro                        |                           | [ 13 ]  |
| 1997 | 8 Heads in a Duffel Bag                     | Tommy Spinelli                       |                           | [ 104 ] |
| 1997 | Gone Fishin'                                | Joe Waters                           |                           | [ 12 ]  |
| 1998 | Lethal Weapon 4                             | Leo Getz                             |                           | [ 109 ] |
| 2006 | El buen pastor                              | Joseph Palmi                         | Cameo                     | [ 119 ] |
| 2010 | Love Ranch                                  | Charlie «Charlie Goodtimes» Bontempo |                           | [ 16 ]  |
| 2015 | A Warrior's Tail                            | King of Mosquitos                    | Voz en la versión inglesa | [ 204 ] |
| 2019 | El irlandés                                 | Russell Bufalino                     |                           | [ 56 ]  |
| 2023 | Day of the Fight                            | Tony                                 |                           | [ 148 ] |

### Televisión
| Año  | Título               | Papel                | Notas                              | Ref.    |
| ---- | -------------------- | -------------------- | ---------------------------------- | ------- |
| 1985 | Half Nelson          | Rocky Nelson         | 8 episodios                        | [ 205 ] |
| 1992 | Tales from the Crypt | Vic / Jack           | Episodio: «Split Personality»      | [ 206 ] |
| 1992 | Saturday Night Live  | Él mismo / Anfitrión | Episodio: «Joe Pesci/Spin Doctors» | [ 97 ]  |
| 1997 | Saturday Night Live  | Él mismo             | Episodio: «Rob Lowe/Spice Girls»   | [ 207 ] |
| 2023 | Bupkis               | Joe Larocca          | 8 episodios                        | [ 146 ] |

## Discografía
| Año  | Título                                       | Discográfica       | Notas                       | Ref.    |
| ---- | -------------------------------------------- | ------------------ | --------------------------- | ------- |
| 1959 | (Let's Exchange) Graduation Rings            | Topic Records      | Sencillo de The Du Barrys’  | [ 2 ]   |
| 1959 | Tell Me                                      | Jamison Records    | Sencillo de The Du Barrys’  | [ 2 ]   |
| 1968 | Little Joe Sure Can Sing!                    | Brunswick Records  | Como «Joe Ritchie»          | [ 3 ]   |
| 1972 | Can You Fix The Way I Talk For Christmas     | Mainstream Records | Sencillo de Vincent & Pesci | [ 2 ]   |
| 1998 | Vincent LaGuardia Gambini Sings Just for You | Columbia Records   |                             | [ 113 ] |
| 2003 | Falling in Love Again                        | Concord Jazz       | Como «Joe Doggs»            | [ 116 ] |
| 2019 | Pesci... Still Singing                       | 222 Records        |                             | [ 138 ] |

## Premios y nominaciones
| Año  | Premio               | Categoría                                        | Título       | Resultado | Ref.    |
| ---- | -------------------- | ------------------------------------------------ | ------------ | --------- | ------- |
| 1981 | Premios Óscar        | Mejor actor de reparto                           | Toro salvaje | Candidato | [ 26 ]  |
| 1991 | Premios Óscar        | Mejor actor de reparto                           | Goodfellas   | Ganador   | [ 75 ]  |
| 2020 | Premios Óscar        | Mejor actor de reparto                           | El irlandés  | Candidato | [ 17 ]  |
| 1981 | Premios BAFTA        | BAFTA al debutante en un papel principal de cine | Toro salvaje | Ganador   | [ 208 ] |
| 2020 | Premios BAFTA        | BAFTA al mejor actor de reparto                  | El irlandés  | Candidato | [ 134 ] |
| 1981 | Premios Globo de Oro | Mejor actor de reparto                           | Toro salvaje | Candidato | [ 209 ] |
| 1991 | Premios Globo de Oro | Mejor actor de reparto                           | Goodfellas   | Candidato | [ 209 ] |
| 2020 | Premios Globo de Oro | Mejor actor de reparto                           | El irlandés  | Candidato | [ 209 ] |